# З полум'я і світла
«З полум'я і світла» (рос. Из пламя и света) — п'ятисерійний художній фільм російського виробництва, що було знято Іраклієм Квірікадзе та Наною Джорджадзе у 2006 році за сценарієм Олександра Червинського. Кінокартина виконана у жанрі біографічного фільму, та оповідає про життя російського письменника Михайла Лермонтова.
Назва фільму є посиланням до творчості поета, у вірші якого «Есть речи — значенье…» присутня фраза: «Не встретит ответа средь шума мирского из пламя и света рождённое слово…». Фактично, деякі критики та літературознавці вважають цей вираз епіграфом до усієї творчості Лермонтова.
Прем'єра фільму у російському телепросторі відбулася з 12 по 14 червня 2008 року на телеканалі «Культура» (з 12 по 14 жовтня 2009 року фільм було показано повторно). Також кінострічку неодноразово демонстрували на латвійському телеканалі «TV XXI».

## Синопсис
Фільм розповідає про останні місяці з життя російського письменника Михайла Лермонтова. Автори картини спробували показати хто ж насправді стоїть за глянцевим образом, який ще зі шкільних часів відомий багатьом завдяки підручникам з літератури. «З полум'я і світла» — погляд на видатну особистість з іншого ракурсу, «неканонічне» сприйняття Лермонтова. Ким був та чим жив цей талановитий молодий чоловік у реальному житті — відповіді на ці питання і стали основною темою фільму. Дворянин та завсідник світських балів, він в дечому повторив долю тих, про кого писав. Втім, його неординарність та неоднозначність роблять поета ще більш привабливим для зацікавлених ним осіб. Кінострічку «З полум'я і світла» можна сміливо назвати фільмом про талановиту людину і наголос на слові «людина» буде якомога точніше підкреслювати її зміст. Ланцюг подій призводить до трагічної дуелі, що обірвала життя одного з найкращих митців XIX сторіччя.

## В головних ролях
- Юрій Чурсін — Мішель Лермонтов
- Станіслав Бондаренко — Микола Мартинов
- Максим Радугін — Монго / Олексій Столипін, друг поета
- Тихін Котрельов — Сергій Трубєцкой
- Антон Ельдаров — Михайло Глєбов
- Дмитро Афіногенов — Петро Магденко
- Катерина Крупеніна — Емілія Верзиліна
- Ганна Попова — Катя Биховець, кузина Мішеля
- Олександр Абдулов — Михайло Васильович Арсеньєв, дідусь Лермонтова
- Ірина Бразговка — Єлизавета Олексіївна Арсеньєва, бабуся Лермонтова
- Анатолій Лобоцький — Юрій Петрович Лермонтов, батько Лермонтова
- Ольга Тимофєєва — Марія Михайлівна Арсеньєва, мати Лермонтова
- Іван Ролдугін — Мішель Лермонтов у дитинстві
- Ксенія Буравська — Надія Верзиліна
- Олександр Феклістов — Василь Ілляшенков, мер П'ятигорська
- Грегорі-Саїд Багов — Василь Чилаєв
- Дмитро Ісаєв — князь Олександр Васильчиков, секундант
- Юрій Квятковський — Ернест Барант
- Ганна Ардова — Дар'я, ключниця
- Лянка Гриу — Катерина Сушкова
- Артем Семакін — Олексій Лопухін
- Євгенія Дмитрієва — Катерина Петрівна Лопухіна

## Знімальна група
- Автор сценарію: Олександр Червинський
- Режисери: Іраклій Квірікадзе, Нана Джорджадзе
- Продюсер: Сергій Жигунов
- Оператор-постановник: Михайло Квірікадзе
- Художники-постановники: В'ячеслав Дьомін, Леван Лазишвілі
- Композитор: Гліб Матвійчук